# Hans-Erich Reineck
Hans-Erich Reineck  (* 19. Juli 1918 in Nürnberg; † 15. August 1999 in Wilhelmshaven) war ein deutscher Geologe mit Schwerpunkt Sedimentologie und Meeresgeologie. Er war in diesen Bereichen ein führender Vertreter der Aktuogeologie.

## Leben
Reineck machte 1937 sein Abitur an der Stein-Hardenberg-Schule in Berlin-Spandau und wurde im Zweiten Weltkrieg in Frankreich 1940 als Soldat schwer verwundet. Ab 1942 studierte er Geologie in München, unter anderem bei Ernst Kraus (Alpen-Geologie), arbeitete nach dem Krieg als Schreiner und setzte sein Studium 1948 in Mainz fort, wo er 1953 bei Horst Falke zum Dr. rer. nat. promoviert wurde (Zur Petrogenese der Waderner Schichten im Nord-Flügel der Nahemulde). Danach war er am Geologischen Landesamt Rheinland-Pfalz, bevor er 1954 zum Forschungszentrum Senckenberg am Meer in Wilhelmshaven stieß, wo er sich mit aktuogeologischen Fragen der Sedimentologie befasste. 1961 bis zu seiner Pensionierung 1984 war er als Direktor von Senckenberg am Meer Leiter des Instituts für Meeresgeologie und -biologie. Er habilitierte sich 1963 in Frankfurt (Sedimentgefüge im Bereich der südlichen Nordsee), wurde an der Universität Frankfurt am Main Privatdozent, 1969 außerordentlicher Professor und 1972 Honorarprofessor für Geologie und Paläontologie. Er war auch Gastprofessor in Mainz, Heidelberg und Oldenburg.
Er entwickelte Methoden der Entnahme ungestörter Sedimentproben unter Wasser und im Watt (Kastengreifer, Wattstechkasten) und untersuchte experimentell die Beziehung zwischen Parametern von Ablagerungsprozessen (Strömung, Korngrößenverteilung) und den Ablagerungsformen (z. B. Sandrippel) und dem Sedimentgefüge, wie er sich später im Gesteinsbefund wiederfand. Neben der Nord- und Ostsee forschte er m Mittelmeer, im Golf von Mexiko, den USA (Atlantik- und Pazifikküste), Taiwan, Ostafrika. Er war auch an vielen Gutachten über sedimentologische Auswirkungen von Baumaßnahmen an der Nordseeküste beteiligt.
Sein Standardwerk Depositional Sedimentary Environments wurde auch ins Russische und Chinesische übersetzt.
Von 1967 bis 1971 war er Präsident der Internationalen Sedimentologen-Vereinigung (International Association of Sedimentologists). 1988 erhielt er die William H. Twenhofel Medal und 1974 die Francis P. Shepard Medal for Excellence in Marine Geology der Society of Economic Paleontologists and Mineralogists (SEPM). 1988 erhielt er den Wilhelmshaven-Preis für Meeresforschung und 1998 die Cretzschmar-Medaille der Senckenberg Gesellschaft.

## Schriften
- als Herausgeber mit Karl-Ernst Behre: Das Watt. Ablagerungs- und Lebensraum. Senckenberg-Buch, Frankfurt am Main 1970; 3. Auflage 1982.
- Aktuogeologie klastischer Sedimente (= Senckenberg-Buch. Band 61). Kramer, Frankfurt am Main 1984.
- mit Indra Bir Singh: Depositional Sedimentary Environments. Springer Verlag, 1973;3. Auflage ebenda 1986.
- Kurzgefaßte Sedimentologie. Von Loga, Köln 1990.
- Landschaftsgeschichte und Geologie Ostfrieslands: ein Wanderführer für Geowissenschaftler und Naturfreunde durch Ostfriesland und das Wattenmeer. Von Loga, Köln 1994.
- mit Gisela Gerdes und Wolfgang E. Krumbein: Mellum. Portrait einer Insel. Kramer, Frankfurt 1987.

Einige Aufsätze:
- Die Orkanflut vom 16. Februar 1962, Natur und Museum, Band 92, 1962, S. 151–172
- Sedimentgefüge im Bereich der südlichen Nordsee, Abh. d. Senckenberg. Naturforsch. Ges., Band 505, 1963, S. 1–138
- mit J. Dörjes, S. Gadow, G. Hertweck: Sedimentologie, Faunenzonierung und Faziesabfolge vor der Ostküste der inneren Deutschen Bucht, Senckenbergiana lethaea, Band 49, 1968, S. 261–309.
- Parameter von Schichtung und Bioturbation, Geologische Rundschau, Band 56, 1967, S. 419–438
- mit S. Dörjes, S. Gadow, I. B. Singh: Die Rinnen der Jade, Sedimente und Makrobenthos,  Senckenbergs maritima, Band 1, 1969, S. 5–62
- Georgia Coastal Region, Sapelo Island, Sedimentology and Biology etc.,  Senckenbergs maritima, Band 4, 1973, S. 81–123
- Geologisch-biologische Untersuchungen an Geröllstränden und -vorstränden der Costa Brava, Senckenbergs maritima, Band 8, 1976, S. 111–153
- mit Th. Aigner: Proximality trends in modern storm sands from the North Sea and their implication for basin analysis,  Senckenbergs maritima, Band 14, 1982, S. 83–215
- mit K. Schwerd, G. Gerdes: Sedimentationsprozesse in den jüngeren Tonmergelschichten und Bausteinschichten der Unteren Meeresmolasse am Grünten im Allgäu,  Senckenbergs maritima, Band 31, 2000
- mit J. D. Howard: Depositional facies of high-energy-beach-offshore sequence, Comparison with low-energy sequence, American Association of Petroleum Geologists (AAPG) 1981, S. 807–830